# QNAP
QNAP Systems, Inc. (chinesisch 威聯通科技) ist ein taiwanisches Unternehmen, das sich auf die Bereitstellung von Netzwerklösungen für Filesharing und Virtualisierung spezialisiert hat. QNAP steht für „Quality Network Appliance Provider“. Das Unternehmen ist Hersteller von Network-Attached-Storage-Systemen (NAS) sowie NVR-Videoüberwachungslösungen.

## Geschichte

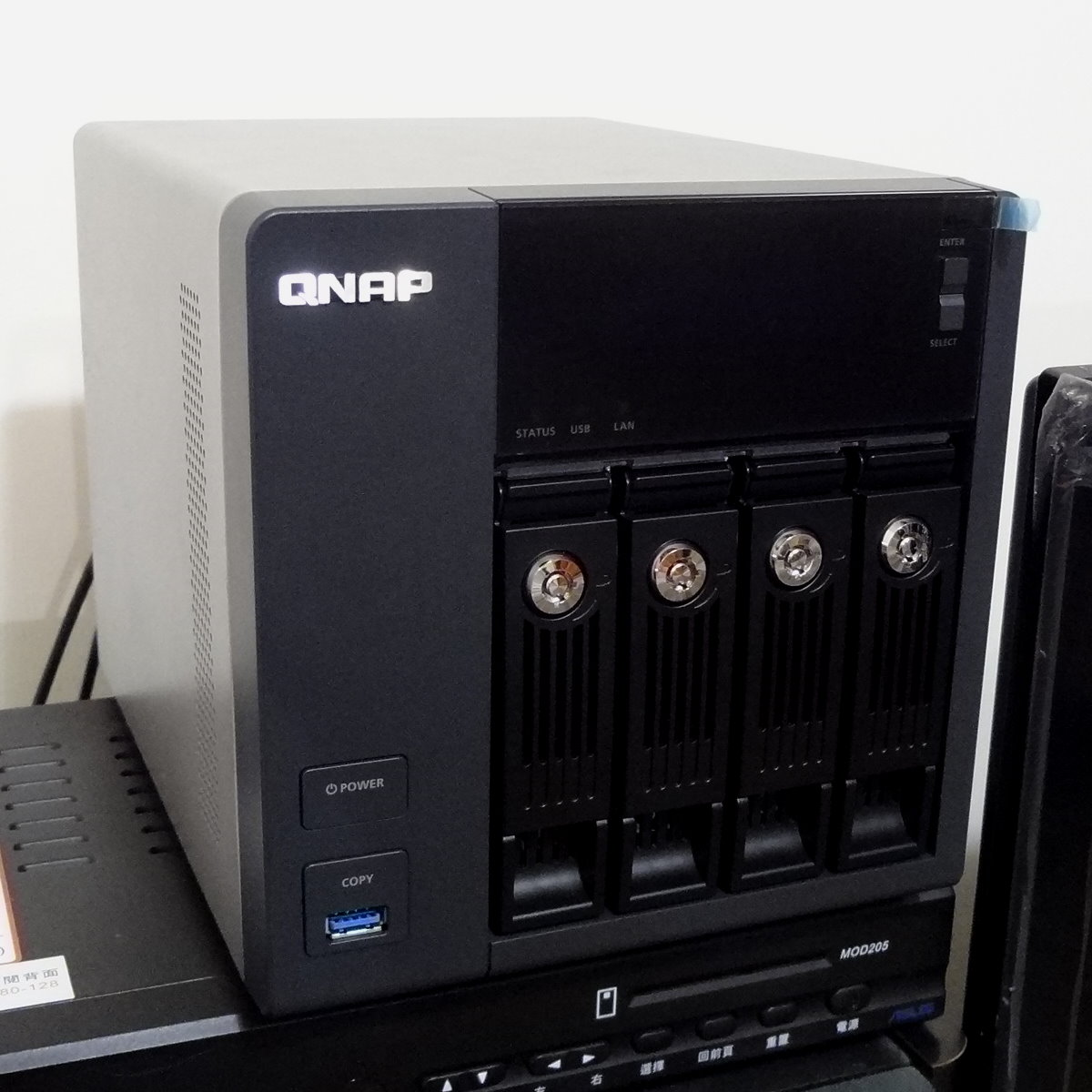
NAS-System „TVS-471“

QNAP wurde 2004 als Tochterunternehmen der IEI Integration Corporation gegründet. QNAP war ursprünglich das Internet Appliance Department in der IEI-Gruppe und dort zuständig für Telekommunikation. 2004 benannte sich die Abteilung in „QNAP System Inc.“ um und wurde ein eigenständiges Unternehmen im Besitz der IEI-Gruppe.

## Standorte
Seit 2004 befindet sich der Hauptsitz in Taipeh in Taiwan. QNAP hat darüber hinaus Büros in Pomona (Kalifornien), Peking, Shanghai, Shenzhen, Großbritannien, den Niederlanden und Deutschland. Die Europa-Zentrale von QNAP einschließlich eines Logistik- und Distributionszentrums wurde im Mai 2022 in Willich/Nordrhein-Westfalen eingeweiht.